# Ove Landhage
Lars Ove Walter Landhage, född 23 november 1944, död 4 september 2019 i Älvsborgs distrikt, var en svensk fotbollsspelare som representerade Gais i allsvenskan 1964.
Som 19-åring lyftes Landhage under den allsvenska säsongen 1964 upp från Gais B-lag till A-laget, men han kom bara att göra 4 matcher (1 mål) i Gais denna enda säsong för klubben. Efter att ha tillbringat 1965 i Gais B-lag gick han 1966 till Göteborgs FF, och efter säsongen 1968 gick han vidare till Västra Frölunda IF.